# のれん (会計)
のれん (goodwill) とは、企業の買収・合併 (M&A) の際に発生する、「買収された企業の時価評価純資産」と「買収価額」の差額のことである。連結会計では、投資価額と被投資企業時価評価純資産のうち持分相当の差額を指す。「のれん」は店先に掛けてブランドを示す暖簾に由来して命名された。

## 概要
暖簾は店先に掛ける布で、物質的な価値はないが、顧客に知名度や品質などブランド価値を示す象徴である。無形のものへ投資することから、実際の金銭的価値に上乗せして評価するプレミアム分を指すようになった。企業結合や投資時は、被合併企業の資産・負債は、時価で再評価しなおされ、合併企業と合算される。パーチェス法。投資時は、連結会計の中だけで被投資会社の資産・負債を時価評価する。
買収価額と被取得企業の純資産は、時価で再評価しても通常一致しない。多くの場合は、買収価額＞被取得企業の純資産、となる。継続企業は企業活動が長く継続することで、資産の寄せ集めよりも、大きく無形の価値である超過収益力、信用、ブランドイメージなどを育てている場合が多い。企業買収や投資は超過収益力を実現させるために行う。のれんの会計上の処理方法は、企業のM&A戦略に大きな影響を与えることもある。
会社法適用以前は、連結決算では連結調整勘定として、単体決算では「営業権」ないし合併差益として表示され計上されていた。いずれも制度上廃止済み。合併差益と全く異なる会計処理となる。

## のれんの本質
のれんは、企業活動を長く続けることによる超過収益力とすると経年で増加し、見積もりの自己創設も可能だが、無形の擬制資産の1つで償却で減じなければならず、制度会計でのれんの自己創設は禁じられている。

## 買収価額が被取得企業の純資産を上回る場合
買収価額＞被取得企業の純資産、の場合に差額は企業の無形資産の一種となり、のれんという無形固定資産科目としてB/S（連結貸借対照表もしくは貸借対照表）に計上される。

### 償却
会計処理方法としては、その効果の及ぶ期間にわたり「規則的な償却を行う」方法と、「規則的な償却を行わず、のれんの価値が損なわれた時に減損処理を行う」方法が考えられる。

#### 欧米
欧米は、のれんの償却は禁止されている。のれんは合理的な償却期間が算定できないため、米国会計基準も国際会計基準も、のれんの償却を禁止している。例外的に「規則的な償却を行わず、のれんの価値が損なわれた時に減損処理を行う」こととなっている。のれんの持つ価値が失われたと判断された時点で減損処理する。

#### 日本の制度会計
償却必要説。日本はかねてから償却必要説を採っていた。
2006年度よりのれんの一括償却は原則禁止されることになった。国際会計基準とは異なり、日本においてのみ規則的な償却を行うことが強制される。のれん価値の持続すると思われる期間（20年以内）にわたり規則的に償却し、各期の償却額は販売費及び一般管理費として計上する。
これにより、企業結合の成果たる収益と、その対価の一部を構成する投資消去差額の償却という費用の対応が可能になる。また、のれんは投資原価の一部であることに鑑みれば、のれんを規則的に償却する方法は、投資原価を超えて回収された超過額を企業にとっての利益と見る考え方とも首尾一貫している｡子会社化して連結する場合と資産及び負債を直接受け入れ当該企業を消滅させた場合との経済的な同一性に着目し、正の値であるのれんと投資消去差額の会計処理との整合性を図るなどの観点から、規則的な償却を採用した。また、その償却期間についても、平成9年連結原則の連結調整勘定の償却に係る考え方を踏襲し、20年以内のその効果の及ぶ期間にわたって償却することとした。

#### のれん償却の意義
のれん償却は、利益操作の手段として用いられる可能性がある。償却を行わない場合は、企業結合を繰り返す企業の貸借対照表に巨額ののれんが蓄積されていくことや、収益悪化が続くとブランド価値が失われたとして突然巨額の減損処理が発生することがある。企業結合により生じたのれんは時間の経過とともに自己創設のれんに入れ替わる可能性があるため、企業結合により計上したのれんの非償却による自己創設のれんの実質的な資産計上となる。のれんが超過収益力を表すとみると、競争の進展によって通常はその価値が減価するにもかかわらず、競争の進展に伴うのれんの価値の減価の過程を無視することになる。超過収益力が維持されている場合においても、企業結合後の追加的な投資や企業の追加的努力によって補完されているにもかかわらず、のれんを償却しないことは、上述の通り追加投資による自己創設のれんを計上することと実質的に等しくなるという問題点がある。
償却を行う場合も、実務的には償却期間が根拠なく2年から20年と幅がある為、企業側の意志により恣意的に一定期間、利益を落として開示することが可能となっており、欧米と日本の処理方法の差異に関して議論が続いている。

### 減損
のれんは「固定資産の減損に係る会計基準」の適用対象資産なので、規則的な償却を行う場合でも、減損処理が行われることがある。のれんを規則償却とした場合、例えば、株式の交換による企業結合のプロセスにおいて、買収対価（発行株式金額）の過大評価や過払いが生じている可能性がある場合に、のれん等が過大に計上される状況が考えられる。このように取得原価のうち、のれんやのれん以外の無形資産に配分された金額が相対的に多額になるときには、企業結合年度においても「固定資産の減損に係る会計基準」の適用上、減損の兆候が存在すると判定される場合もある。被取得企業の時価総額を超えて多額のプレミアムが支払われた場合や、取得時に明らかに識別可能なオークション又は入札プロセスが存在していた場合も同様に取り扱われることがある。

## 買収価額が被取得企業の純資産を下回る場合
買収価額＜被取得企業の純資産
の場合、差額を特に「負ののれん」と呼ぶ。負ののれんはB/Sにのせず、全額を当期の特別利益としてP/L（連結損益計算書もしくは損益計算書）に計上する。
負ののれんの会計処理方法としては、想定される負ののれんの発生原因を特定し、その発生原因に対応した会計処理を行う方法や、正の値であるのれんの会計処理方法との対称性を重視し、規則的な償却を行う方法が考えられる。想定される発生原因に対応した会計処理を行う方法には、企業結合によって受け入れた非流動資産に負ののれんを比例的に配分し、残額が生じれば繰延利益若しくは発生時の利益として計上する方法、又は、全額を認識不能な項目やバーゲン・パーチェスとみなし発生時の利益として計上する方法等が含まれる。非流動資産に比例的に配分する方法の基となる考え方には、負ののれんの発生は、パーチェス法の適用時における識別可能資産の取得原価を決定する上での不備によるものと見なし、この過程で測定を誤る可能性の高い資産から比例的に控除することが妥当であると見るものがある。
一方、発生時に利益計上する方法は、識別可能資産の時価の算定が適切に行われていることを前提にした上で、負ののれんの発生原因を認識不能な項目やバーゲン・パーチェスであると位置付け、現実には異常かつ発生の可能性が低いことから、異常利益としての処理が妥当であると考えるものである。また、異常利益として処理することを求める（経常的な利益とはならない）ことは、時価の算定を適切に行うインセンティブになるという効果もあるといわれている。
現行の国際的な会計基準では、負ののれんは発生原因が特定できないものを含む算定上の差額として全て一時に利益認識することとしている。これは、のれんは資産として計上されるべき要件を満たしているものの、負ののれんは負債として計上されるべき要件を満たしていないことによる帰結と考えられる。平成20年改正会計基準では、平成20年までの短期コンバージェンス・プロジェクトとして国際的な会計基準の考え方を斟酌した結果、従来の取扱いを見直し、負ののれんが生じると見込まれる場合には、まず、取得企業は、全ての識別可能資産及び負債が把握されているか、また、それらに対する取得原価の配分が適切に行われているかどうかを見直すこととした。次に、この見直しを行っても、なお取得原価が受け入れた資産及び引き受けた負債に配分された純額を下回る場合には、当該不足額を発生した事業年度の利益として処理することとした。

## 関連人物
- 山内暁